# Болгаро-молдавские отношения
Болгаро-молдавские отношения — двусторонние дипломатические отношения между Болгарией и Молдавией. Отношения были установлены 5 февраля 1992 года.

## История отношений
Дипломатические отношения между странами были установлены 5 февраля 1992 года. Болгария открыла посольство в Кишинёве 19 декабря 1992 года. Посольство Молдавии открылось в Софии 10 февраля 1994 года.

## Торговля

### Экспорт Молдавии в Болгарию
В 2021 году Молдавия экспортировала в Болгарию 84,6 млн долларов. Основные продукты экспорта в Болгарию: семена подсолнечника (38,8 млн долларов), изолированный провод (9,91 млн долларов) и рапс (8,16 млн долларов). За последние 26 лет экспорт Молдавии в Болгарию увеличился в годовом исчислении на 5,44%, с 21,4 млн долларов в 1995 году до 84,6 млн долларов в 2021 году.

### Экспорт Болгарии в Молдавию
В 2021 году Болгария экспортировала в Молдавию 82,9 млн долларов. Основные продукты экспорта в Молдавию: очищенная нефть (23,6 млн долларов), упакованные лекарства (3,94 млн долларов) и моноволокно (2,7 млн долларов). За последние 26 лет экспорт Болгарии в Молдавию увеличился в годовом исчислении на 3,91%, с 30,5 млн долларов в 1995 году до 82,9 млн долларов в 2021 году.

## Дипломатические миссии
- У Болгарии есть посольство в Кишинёве[5]
- У Молдавии есть посольство в Софии[6] и почётное консульство в Пловдиве[7]